# Friedrich Leybold
Friedrich Leybold (Pilsting, Dingolfing-Landau, 29 de setembro de 1827 — Santiago de Chile, 31 de dezembro de 1879) foi um naturalista, farmacêutico e botânico que desenvolveu a maior parte da sua obra científica no Chile.

## Biografia
chegou ao Chile em 1865, estudando a botânica da região do Rio Maule e a sua geologia vulcânica. Na província de Colchagua, estudou o rio Cachapoal e o rio Tinguiririca. Em 1871 fez uma expedição de exploração durante a qual cruzou a Cordilheira dos Andes, desde Santiago do Chile até a cidade argentina de San Carlos, no província de Mendoza, e retorno. A sua abordagem exploratória permitiu-lhe descrever novas espécies de animais e de plantas, ao mesmo tempo que procedeu à procura de recursos naturais exploráveis.
Permaneceu vários anos excursionando pela Argentina e Chile, publicando alguns dos primeiros relatos científicos das regiões que visitou, entre os quais Excursión a las pampas argentinas. Hojas de mi diario, obra que apesar do título, praticamente é uma descrição sobre território chileno.
Recebeu diversas honras, entre as quais ser feito membro da Academia Leopoldina, para além de ser sócio-correspondente de várias sociedades científicas da Europa e América.

## Obras publicadas
Entre muitas outras, é autor das seguintes obras:
- 1852. Einige neue Pflanzen der Flora Tyrols. Flora oder allgemeine Botanische Zeitung 35 (26): 401–404
- 1852. Salicineae, publicado con F. Fleischer, 1852
- 1853. Daphne petraea, eine neue Pflanze der Tyroler Alpen. Flora oder allgemeine Botanische Zeitung 36 (6): 81–82
- 1853. Androsace Pacheri und Möhringia glauca, zwei neue Pflanzen der süddeutschen Alpenkette. Flora oder allgemeine Botanische Zeitung 36 (37): 585-586
- 1853. Neuere Bemerkungen über Androsace Hausmanni. Oesterreichisches botanisches Wochenblatt 3 (62): 412-413
- 1854. Botanische Skizzen von den Grenzen Südtirols
- 1854. And en Seiten von Tremale un Casette auf steinige Abbängen von circa 3500-4000 W.F.
- 1854. Der Schleern bei Botzen in Südtirol [sic]: allgemeine Beschreibung desselben und Aufführung der daselbst gefundenen Gefässpflanzen, je nach ihren eigenthümlichen Standorten
- 1855. Stirpium in alpibus orientali-australibus nuperrime repertarum.., 60 pp. publicó Inter Doc. Co. 1995
- 1858. Dos nuevas plantas chilenas, Viola atropurpurea, i Barneoudia Domeykoana. An. de la Univ. de Chile 37: 158–159
- 1858. Cinco plantas nuevas de la Flora de Chile: Psycophila holophylla, Draber stenophyla, Viola rhombifolia, Viola microphilla Philippi, i Ceratophyllum chilense. An. de la Univ. de Chile 37: 678–683
- 1863. Descripciones de violetas nuevas, descubiertas en las cordilleras de Chile. An. de la Univ. de Chile 23: 671-672
- 1865. Cuatro especies nuevas de pájaros, descubiertos en la pendiente oriental de la cordillera que separa a la provincia de Santiago de la de Mendoza. An. de la Univ. de Chile 26: 712–718
- 1869. Descripción de una nueva especie de Picaflor (Trochilus Atacamensis) Lbd. An. de la Univ. de Chile 36: 43-44
- 1874. Excursión a las pampas argentinas. Hojas de mi diario. Febrero de 1871. Imprenta Nacional, Santiago
- 1875. Marcos Jiménez de la Espada (co-autoria). Vertrebrados del viaje al Pacifico verificado de 1862 a 1865 por un comisión de naturalistas enviada por el Gobierno Español : batracios. Imprenta de Miguel Ginesta. Madrid